# Cussey-les-Forges
 Cussey-les-Forges  là một xã ở tỉnh Côte-d’Or trong vùng Bourgogne-Franche-Comté, phía đông nước Pháp. Xã Cussey-les-Forges nằm ở khu vực có độ cao trung bình 318 mét trên mực nước biển.